# أساس أحادية حدود
في الرياضيات، أساس أحادية حدود هي طريقة فريدة لوصف كثيرة حدود باستعمال التوافيق الخطية لأحاديات الحدود. إنّ هذا الوصف، أي الصورة الأحادية الحدود لكثيرة حدود يستعمل غالبًا لسهولة بناء أساسات أحادية الحدود.
يمكن احتساب كثيرات الحدود في صورة أحاديات الحدود بكفاءة باستعمال مخطط هورنر.

## تعريف
أساس أحادية الحدود لفضاء المتجه {\displaystyle \Pi _{n}} لكثيرات حدود من الدرجة n هو تعاقب كثيرة حدود مكون من أحاديات حدود
{\displaystyle 1,x,x^{2},.\ldots ,x^{n}}
صورة أحادية الحدود لكثيرة حدود {\displaystyle p\in \Pi _{n}} هي توافيق خطية من أحاديات الحدود
{\displaystyle a_{0}1+a_{1}x+a_{2}x^{2}+\ldots +a_{n}x^{n}}
بالمثل يمكن استخدام علامة سيغما
{\displaystyle p=\sum _{\nu =0}^{n}a_{\nu }x^{\nu }}

## أمثلة
كثير حدود في {\displaystyle \Pi _{4}}
{\displaystyle 1+x+3x^{4}}

## إنظر أيضا
- تعاقب كثيرة حدود
- كثيرة حدود لاغرانج